# Claude Lefort
Claude Lefort (* 21. April 1924; † 3. Oktober 2010) war ein französischer Philosoph, der sich besonders durch seine Überlegungen zum Verhältnis von Totalitarismus und Demokratie einen Namen gemacht hat.
Ausgehend von seiner Bürokratie- und Totalitarismuskritik entwickelte er in den 1960er und 1970er Jahren eine politische Philosophie der Demokratie, welche die Abtrennung einer autonomen Zivilgesellschaft vom Staat, den immerwährenden politischen Konflikt konkurrierender Überzeugungen und einen „leeren Ort der Macht“ zu den Grundlagen einer demokratisch verfassten Gesellschaft erhebt.

## Intellektueller Werdegang
In seiner Jugend war Lefort unter dem Einfluss seines Lehrers Maurice Merleau-Ponty zunächst Marxist, lehnte den Stalinismus jedoch wegen dessen Nationalismus und Fortschrittsgläubigkeit ab. Der Kommunismus, wie Stalin ihn propagierte, schien Lefort nicht mit der ursprünglichen Marx'schen Lehre im Einklang zu stehen. Mit 18 Jahren kam er in Kontakt mit Mitgliedern der IV. Internationale, der er dann 1943 auch beitrat. In der dem Geist des Trotzkismus verpflichteten Internationale fand er ein Forum für seinen Antistalinismus. Zusammen mit Cornelius Castoriadis wandte er sich im Laufe der 1940er Jahre jedoch vollständig gegen eine wie auch immer geartete Führung des Proletariats durch eine „revolutionäre Partei“ – ein Ziel, welches der Trotzkismus nach wie vor anstrebte. Die Differenzen führten 1947/48 schließlich zum Bruch mit der IV. Internationale.
Zusammen mit Castoriadis gründete er zur selben Zeit die Gruppe Socialisme ou barbarie und beide begannen mit der Herausgabe der gleichnamigen Zeitschrift. In der Folgezeit vertiefte er seine Kritik der bürokratischen Herrschaft der kommunistischen Parteien, allerdings nach eigenen Angaben immer noch grundsätzlich inspiriert „von dem Glauben an die Kreativität des Proletariats“. Da jedoch auch innerhalb dieser Gruppe die Forderung nach intellektueller Führung der 'revolutionären Massen' und nach der Erarbeitung eines verbindlichen sozialistischen Programms laut wurde, trat er 1958 aus. Dieser Bruch markiert gleichzeitig seine endgültige Abkehr vom Marxismus. Angeregt durch die Beschäftigung mit klassischen politischen Theoretikern (vor allem Machiavelli) und durch die Analyse der sozialistischen Regime in Osteuropa und der Sowjetunion, entwickelte er in diesen Jahren seine politische Philosophie, die ihm einen größeren Bekanntheitsgrad – insbesondere im französischen Sprachraum – verschaffte.
Nach seinem Philosophiestudium besteht Lefort 1949 die agrégation für Philosophie und wird 1971 docteur ès lettres et sciences humaines (Doktor der Geistes- und humanistischen Wissenschaften). Von 1976 bis 1990 ist er Professor an der École des Hautes Études en Sciences Sociales und er ist bis 2008 Mitglied des centre de recherches politiques Raymond Aron. Sein Werk umfasst Studien zu Machiavelli, zu Merleau-Ponty, Analysen der sozialistischen Régime in den Ostblockstaaten und ein Buch über Alexander Solschenizyn, dessen Beschreibung der sowjetischen Arbeitslager Leforts Beurteilung des kommunistischen Totalitarismus maßgeblich beeinflusst hat. Die Hauptgedanken seines Konzepts von Totalitarismus und Demokratie sind in dem 1981 erschienenen Buch L'invention démocratique dargestellt.

## Grundlinien von Leforts politischer Philosophie
Leforts erklärtes Ziel ist „die Wiederherstellung der politischen Philosophie“ und er wendet sich somit gegen eine positivistische Politikwissenschaft, die den in seinen Augen unmöglichen Versuch macht, die Gesellschaft nach objektiven Kriterien als ein System von Kausalbeziehungen zu analysieren. Der Sozialwissenschaftler könne niemals vollkommen objektiv sein, da jedes Nachdenken über die Gesellschaft immer schon eigene Interpretationen beinhalte. Schließlich sei der Wissenschaftler Teil der Gesellschaft, die er erforscht und könne von bestimmten Werturteilen (mit denen er z. B. aufgewachsen ist) nicht abstrahieren. Darüber hinaus sei Neutralität gar nicht unbedingt wünschenswert, da sie dem Wissenschaftler verbiete, seine Werturteile bewusst und überlegt, mit Blick aufs Ganze und im Wissen um seine gesellschaftliche Vorprägung zu fällen. Stattdessen kehre das Werturteil in der positivistischen Sozialwissenschaft, nunmehr versteckt in der – nach willkürlichen Kriterien erfolgenden – jeweiligen Gewichtung der vermeintlich 'objektiven' sozialen Bestimmungsfaktoren, als „Heuchelei“ wieder.
Vor diesem erkenntnistheoretischen Hintergrund versucht Lefort die Grundlage der modernen demokratischen Gesellschaften herauszuarbeiten, die er vor allem in einer „ursprünglichen Teilung der Gesellschaft“ sieht. Diese wird in der Moderne nicht mehr – wie noch im Mittelalter – durch die Macht des politisch-religiösen Monarchen verdeckt. Der Monarch hatte das Gemeinwesen in seiner Gesamtheit durch seine doppelte Persönlichkeit als sterblicher Mensch und politisch-religiöser Repräsentant des Staates „verkörpert“ und war Garant der Identität der Gesellschaft (vgl. auch die „Zwei-Körper-Theorie“ d. Historikers Ernst Kantorowicz). Mit Abschaffung des Königtums in der „politischen Revolution“ Ende des 18. Jahrhunderts (gemeint ist die Französische Revolution, insbesondere die Erklärung der Menschen- und Bürgerrechte) wird nun die Gesellschaft „dekorporiert“ und ist nicht mehr als Einheit repräsentierbar.
Die fehlende Repräsentierbarkeit als Ganzes äußert sich in der Moderne in einer zweifachen Teilung der Gesellschaft: Erstens spaltet sich eine autonome Zivilgesellschaft vom Staat ab. Zweitens ist auch die Zivilgesellschaft in sich selbst unüberwindbar geteilt, in ihr prallen die verschiedenen Überzeugungen und Interessen unaufhörlich aufeinander, ohne dass es letztgültige Prinzipien gäbe, die eine endgültige Entscheidung des Konfliktes zugunsten einer bestimmten Meinung erlauben würden. Eine letztgültige Entscheidungsinstanz, wie sie der Monarch gewesen war, ist in der Demokratie unmöglich: alles Wissen, alles Recht und auch die Macht selbst unterliegen dem zivilgesellschaftlichen Konflikt und bleiben daher ungewiss.
Andererseits bedarf die Gesellschaft einer universalen Repräsentation: Da der Wahrnehmungshorizont der Glieder einer Gesellschaft jedoch immer schon durch Geschichte und Gesellschaft geprägt (nicht determiniert!), der Mensch überhaupt nur als ein Teil der Gesellschaft vorstellbar ist und niemand die Gesellschaft von einem „Ort des Überflugs“ als Ganzes überblicken kann, ist eine Repräsentation dieses Ganzen nur als Bezugnahme auf etwas außerhalb der Gesellschaft liegendes möglich. Dieses ‚Außen‘ ist bei Lefort der „virtuelle Ort der Macht“. In der durch Konflikt und Teilung geprägten Moderne, welcher der integrative „göttlich-menschliche“ Körper eines Monarchen für immer abhandengekommen ist, kann dieser Ort von keinem Individuum real besetzt werden, da ein solches nie gleichzeitig ein Teil und die ganzheitliche Repräsentation der Gesellschaft sein kann. Der Ort der Macht bleibt also in der Demokratie notwendigerweise leer und wird vom jeweiligen Herrscher, der ja selbst Teil der Zivilgesellschaft ist, immer nur symbolisch besetzt.
Ein Paradox: „Die Selbstinstituierung der Gesellschaft unter dem Aspekt ihrer Selbst-Repräsentation ist […] beides: sowohl notwendig als auch unmöglich. Daher spricht Lefort […] von Quasi-Repräsentation“. Der Ort der Macht ist der Gegenpol zur Zivilgesellschaft, die Kluft zwischen beiden ist konstitutiv für die Demokratie und so muss der jeweilige Vertreter der Macht diese Differenz immer wieder demonstrieren und sich ihrer vergewissern – denn dies erwartet die Gesellschaft von ihm als Repräsentant des Universalen. Dennoch darf er nie der Illusion verfallen, er verkörpere das Universale tatsächlich, halte den Ort der Macht in Wirklichkeit besetzt. Sobald dies der Fall ist, offenbart sich der eigentlich partikulare Charakter des Herrschers und in dem Versuch, die Zivilgesellschaft, die sich zu wehren beginnt, als letztgültige Instanz zu führen, muss er zu brutalen Mitteln greifen, die seine Illegitimität nur noch deutlicher unterstreichen.
Von diesem Punkt aus wird auch Leforts Theorie zum Verhältnis von Demokratie und Totalitarismus verständlich. Ein Kennzeichen gesellschaftlicher Ideologien sei, dass sie sich im Besitz eines universalen Prinzips wähnen, durch das eine Überwindung des ursprünglichen Konfliktes und ein im Sinne aller erstrebenswertes gesellschaftliches Leben möglich seien. Zu diesem Zwecke wird eine Ideologie immer versuchen, den Ort der Macht tatsächlich zu besetzen und sowohl die äußere als auch die innere Teilung der Gesellschaft (s. o.) aufzuheben, es findet eine totale Durchdringung der Gesellschaft statt. Diese Überwindung ist jedoch aufgrund des fundamentalen, unüberwindbaren Charakters der ursprünglichen Teilung notwendigerweise zum Scheitern verurteilt, die Gegenwehr der Zivilgesellschaft muss gewaltsam unterdrückt werden. Der Herrscher wähnt sich als Verkörperung des Gesetzes und handelt willkürlich. Dieser Weg zum Totalitarismus ist durch das paradoxe Wesen der demokratischen Gesellschaft prinzipiell immer vorgezeichnet:

„Man muß, so ließe sich Leforts These reformulieren die Unterscheidung zwischen Demokratie und Totalitarismus als eine Unterscheidung innerhalb der Demokratie verstehen: Demokratie ist nicht das gänzlich andere als Totalitarismus, sondern enthält Totalitarismus immer schon als Tendenz. […] Demokratie wird immer von totalitären Momenten durchzogen sein.“

Die Gefahr des Totalitarismus hängt deswegen wie ein Damoklesschwert über der demokratischen Gesellschaft, da diese sich unterschwellig immer noch nach einer Sicherheit von Recht und Wissen sehnt, die es seit der „Dekorporation“ der Gesellschaft im Zuge der Abschaffung der Monarchie nicht mehr gibt. Eine Gesellschaft,

„die nicht mehr über eine Repräsentation ihrer Ursprünge, Ziele und Grenzen verfügt und als rein weltliche von der Frage nach ihrer Einrichtung, nach ihrem Veränderungspotential, ihrer Selbsterzeugung, ja der »Erfindung des Menschen« heimgesucht [wird] […] neigt notwendigerweise zum Phantasma einer totalen Beherrschung des gesellschaftlichen Raumes, d.h. der Individuen, die ihn bevölkern […]. Sie neigt zu den Phantasmen einer allwissenden Macht und eines allmächtigen Wissens.“

Allerdings sei auch der Totalitarismus auf lange Sicht zum Scheitern verurteilt. Denn die Herstellung einer gesellschaftlichen Einheit (Totalität) und die damit einhergehende Ausmerzung alles wie auch immer gearteten ‚anderen‘ – wie z. B. dissidente Bewegungen, ‚Volksfeinde‘ im Nationalsozialismus, ‚Konterrevolutionäre‘ im Stalinismus etc. – erfordere einen Akteur, der die Gesellschaft als Ganzes überblicken könne und außerhalb ihrer stehe. Das sei jedoch nicht möglich. Niemals werde man die Zivilgesellschaft bis ins Kleinste kontrollieren können. Somit könne also auch der Totalitarismus sein Ziel, eine konfliktfreie homogen-abgeschlossene Gesellschaft darzustellen, nicht erreichen.

## Auszeichnungen
- 1997: Hannah-Arendt-Preis für politisches Denken

## Werke
- Die Frage der Demokratie. In: Ulrich Rödel (Hrsg.): Autonome Gesellschaft und libertäre Demokratie, Frankfurt am Main, 1990, S. 281–297.
- Fortdauer des Theologisch – Politischen? Wien, 1999.
- Die Bresche. Essays zum Mai 68. Aus dem Franz. übersetzt und mit einer Einleitung versehen von Hans Scheulen, Wien 2008, Turia + Kant, ISBN 978-3-85132-520-1.